# Milica Nikolić (judokate)
Pour les articles homonymes, voir Milica Nikolić.
Milica Nikolić (serbe : Милица Николић), née le 7 novembre 1994, est une judokate serbe.

## Biographie
Elle remporte la médaille de bronze lors des Championnats d'Europe de Tel Aviv, ce qui fait la première médaille de la Serbie depuis 15 ans.
Aux jeux olympiques d'été de 2020, elle élimine la française Shirine Boukli aux pénalités. Elle perds cependant dès le tour suivant contre Darya Bilodid.
Elle gagne la médaille de bronze au tournoi d'Antalya. Lors des jeux méditerranéeens de 2022, elle s'incline en finale face à la française Mélanie Vieu.
En 2023 elle gagne la médaille d'argent au tournoi de Paris, s'inclinant face à Blandine Pont.
Elle finit deuxième au tournoi de Bakou en s'inclinant face à Tara Babulfath. Cependant, ce résultat lui permet d'atteindre la 3ème place du classement mondial. Aux jeux olympiques d'été de 2024, elle atteint les huitièmes de finale mais s'incline contre l'espagnole Laura Martinez Abelenda.

## Palmarès international en judo
| Année | Compétition           | Lieu      | Résultat | Catégorie      |
| ----- | --------------------- | --------- | -------- | -------------- |
| 2018  | Championnats d'Europe | Tel Aviv  | 3e       | Moins de 48 kg |
| 2018  | Jeux méditerranéens   | Tarragone | 2e       | Moins de 48 kg |
| 2022  | Tournoi d'Antalya     | Antalya   | 3e       | Moins de 48 kg |
| 2022  | Jeux méditerranéens   | Oran      | 2e       | Moins de 48 kg |
| 2023  | Tournoi de Paris      | Paris     | 3e       | Moins de 48 kg |
| 2024  | Tournoi de Bakou      | Bakou     | 2e       | Moins de 48 kg |